# Trypeta flaveola
Trypeta flaveola är en tvåvingeart som beskrevs av Daniel William Coquillett 1899. Trypeta flaveola ingår i släktet Trypeta och familjen borrflugor. Inga underarter finns listade i Catalogue of Life.